# 뉴저지주
뉴저지주(영어: State of New Jersey, 문화어: 뉴져시주)는 미국의 북동쪽에 위치한 미국의 주이다. 전체 주 중 네 번째로 면적이 작지만, 미국에서 인구밀도가 가장 높은 주이다. 주의 이름은 영국 해협의 저지섬에서 따왔다. 북쪽으로 뉴욕주, 동쪽으로 대서양, 남쪽으로 델라웨어주, 서쪽으로 펜실베이니아주와 접한다.

## 역사

### 초기 역사

북아메리카 동부에서 뉴네덜란드와 뉴스웨덴의 위치

유럽인들이 정착하기 전 뉴저지 주에는 델라웨어 족 인디언들이 땅을 차지하며 살고 있었다. 그들은 알곤킨어의 방언을 썼으며, 사냥을 하거나 농사를 지으면서 흩어져 있는 작은 마을에 거주하였다. 유럽인들이 도착하여 교역이 시작되었으며, 원주민들은 금속제품 같은 물건들을 사기 위해 모피 교역을 하였다.
이탈리아의 항해가 지오반니 다 베라자노는 뉴저지 해안을 처음으로 탐험한 유럽인으로 여겨진다. 그는 1524년 해안에 도착하였다. 네덜란드 동인도 회사에 고용된 영국의 선장 헨리 허드슨은 1609년 샌디 후크만 지역을 탐험하였으며, 자신의 이름을 딴 강으로 거슬러 올라가기도 하였다.
네덜란드와 스웨덴인들이 뉴저지의 첫 유럽인 정착자들이었다. 1630년경에 네덜란드인들이 현재 저지 시티의 일부인 파보니아 변경에 거류지를 설립하였다. 인디언들의 반란으로 1660년까지 영구적 정착지가 이루어지지 않았다. 그 해에 네덜란드인들은 현재 저지 시티의 일부인 베르헌이란 요새 도시를 세웠는데, 이곳이 뉴저지의 첫 영구적 유럽인 정착지였다.
스웨덴은 1638년 현재의 델라웨어 땅에 크리스티나 요새를 설립하였다. 곧, 교역자들과 정착자들은 델라웨어강을 건너 이웃하는 뉴저지로 들어갔다. 네덜란드인들은 모피 교역에서 스웨덴인들의 경쟁을 두려워하여 1655년 스웨덴인들을 뉴저지에서 몰아내었다.

### 영국의 통치
1664년 뉴저지와 다른 네덜란드 북아메리카 소유권 경쟁에서 영국이 이겼다. 찰스 2세는 뉴저지 지역을 자신의 동생 요크의 공작 제임스에게 주었다. 그리고 제임스는 자신의 친구들 존 버클리 경과 조지 카터렛 경에게 주었다. 제임스는 영국 해협의 저지섬의 이름을 따서 뉴저지라고 지은 것이다. 버클리와 카터렛은 대지를 저가격으로 식민주의자들에게 파는 데 제공하고 정착자들이 정치적과 종교적 자유를 가질 수 있도록 하였다. 이 정책들은 엘리자베스, 미들타운, 뉴어크, 피스캐터웨이, 쉬루스버리와 우드브리지 같은 도시들을 설립한 정착자들을 끌어들였다.
1674년 에드워드 빌린지가 이끄는 퀘이커 교도들이 버클리가 나눈 뉴저지를 매입하였다. 2년 후에 식민지는 웨스트 저지와 이스트 저지로 나뉘었다. 블린지와 그의 협력자들은 웨스트 저지를 아메리카에서 최초의 퀘이커 식민지로 만들었다. 카테렛은 1680년 자신이 사망할 때까지 이스트 저지를 소유하였다. 24 지주들로 알려진 다른 퀘이커 교도들이 1682년 이스트 저지를 매입하였다.
뉴저지의 정치적과 종교적 자유가 여러 단체들을 끌어들였다. 청교도, 침례교, 스코틀랜드-아일랜드인들이 1600년대 후반 동안에 뉴저지에 도착하였다. 백인 정착자들은 아프리카로부터 노예로서 일할 흑인들을 수입하였다. 유럽인 정착과 병의 증가가 원주민 인구에 퍼졌고, 인디언들은 자신들의 대지들을 팔고 서부로 이주하도록 강요되었다. 그들은 처음에 서부 펜실베이니아로 이주하다가, 결국 현재 위스콘신과 오클라호마에 속하는 대지들에 정착하였다.
백인 인구에 빠른 성장은 정착자들을 대지를 소유하기 위한 투쟁으로 이끌었다. 식민주의자들도 지주들에게 전세를 내는 데 반대하였다. 많은 식민주의자들은 1690년대 동안에 폭동을 일으키고, 지주들은 1702년에 웨스트와 이스트 저지를 포기하였다. 영국은 그러고나서 두 식민지들을 하나의 왕립 식민지로서 연합하였다.

### 미국 독립 전쟁

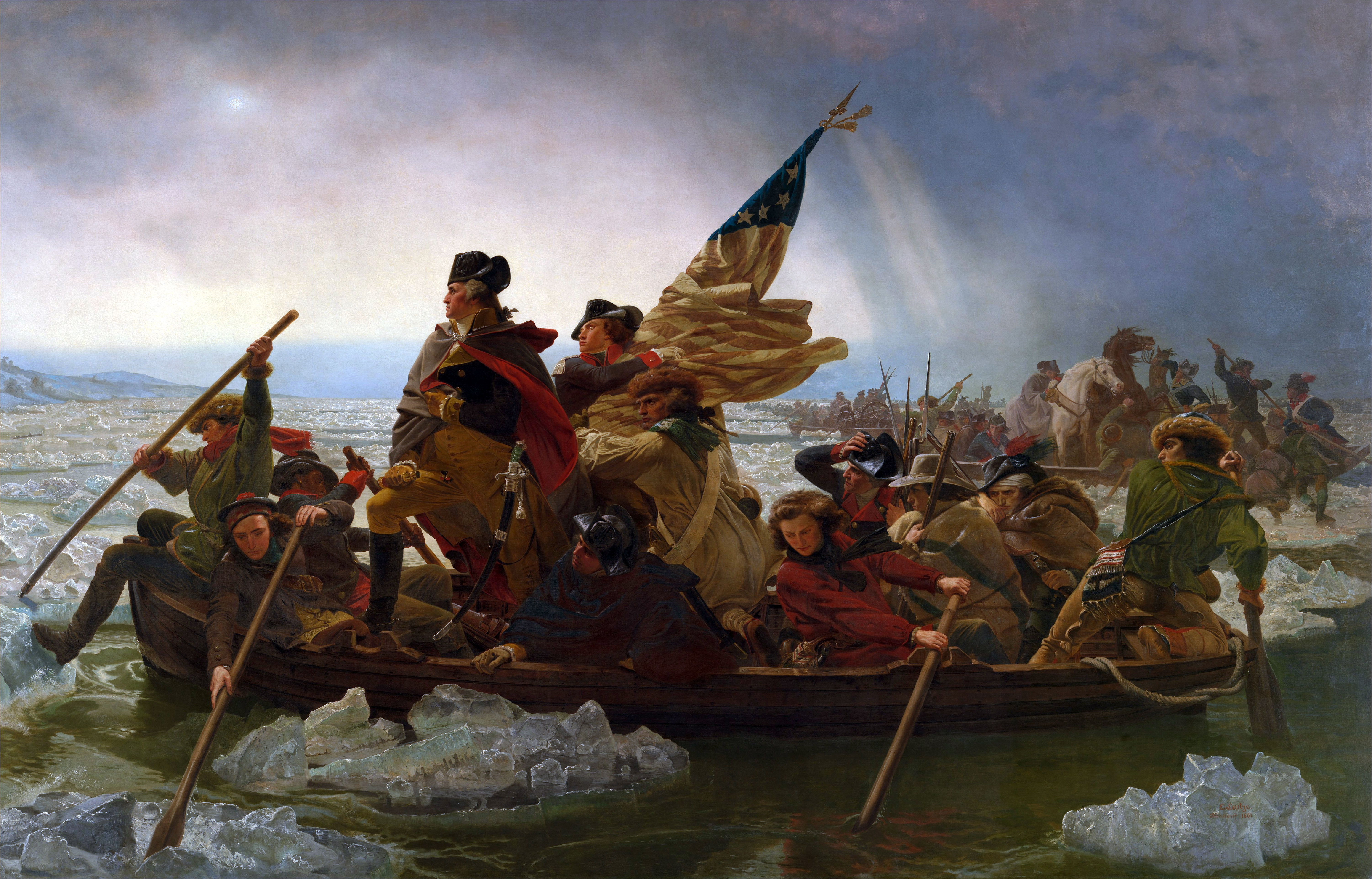
델라웨어강을 건너는 조지 워싱턴

1760년대 동안에 영국은 뉴저지와 다른 아메리카 식민지들에서 불안의 원인을 가져온 법률들의 연속을 통과시켰다. 이 법률들의 대부분은 세금을 엄격히 하거나 식민지 무역을 제한하는 일들을 세웠다. 그러나 많은 식민주의자들은 정치와 종교적 자유가 영국으로부터 독립을 통해야지만 유지될 수 있다고 믿었다.
1774년 뉴저지 주민들의 단체가 인디언들로 가장을 하고 세일럼 근처의 그리니치에 있는 배에서 영국 차의 공급품을 불태웠다. 그리니치 차 화재는 더 유명한 1773년 보스턴 차 사건과 비슷하였다. 보스턴 차 사건과 같이 이 활동은 식민지인들이 영국의 세금 정책에 반대하는 상징적 사건이었다.
1775년 미국 독립 전쟁이 매사추세츠에서 시작되었다. 뉴저지 주민들의 많은 수는 독립을 위해 싸우기 위해 애국단에 가입하였고, 다른 뉴저지 주민들은 영국 쪽에 편들어서 싸웠다. 뉴욕과 필라델피아 사이에 위치한 뉴저지는 전쟁 동안에 주요 전쟁터로 만들어졌다. 양쪽은 뉴저지에서 거의 100개에 가까운 교전을 하였다. 가장 중요한 전투들은 트렌턴(1776년), 프린스턴(1777년)과 먼머스(1778) 전투였다.
트렌턴의 전투가 열리기 전에 조지 워싱턴은 크리스마스의 밤에 델라웨어강을 건넌 유명한 사건을 만들었다. 전쟁이 일어나는 동안에 워싱턴 군대는 모리스타운에서 두 번의 겨울을 났으며, 세 번째 겨울에는 바운드브룩에 천막을 쳤다.
독립 혁명의 기간 동안에 두 개의 뉴저지 도시들은 임시 수도를 지냈는 데 프린스턴이 1783년 6월 30일부터 11월 4일까지, 트렌턴이 1784년 11월 1일부터 12월 24일까지였다.
뉴저지는 영국으로부터 독립을 선언하여 1776년 7월 2일 첫 헌법을 채택하였다. 1778년 11월 26일에는 미국 헌법의 전신인 연합 규약을 재가하였다.
뉴저지는 1787년의 헌법적 주회의를 파견하여 작은 주들의 이익들을 보완하는 계획을 제안하였다. 이 뉴저지 계획은 의회에서 모든 주들이 동등한 주장할 수 있도록 하자고 제안하였다. 그러나 주 의회는 그 대신 거대한 타협안을 채택하였다. 타협안은 상원과 하원으로 나뉘는 오늘날의 의회를 창조하였다. 주들은 상원에서 동등한 의석수를 가지지만, 하원에서는 인구에 따라 달라졌다. 뉴저지는 그해 12월 18일에 합중국에 가입한 3번째 주가 되었다. 윌리엄 리빙스턴이 뉴저지의 첫 주지사가 되었다.

### 1800년대
1804년, 미국의 부통령 에런 버가 자신의 정치적 라이벌 알렉산더 해밀턴을 결투 끝에 총으로 쏴 죽였던 사건이 있었다. 또한 그해에는 뉴저지는 흑인 노예들을 해방시키는 주헌법을 통과시켰다. 법령은 남자가 25세, 여자가 21세 때에 노예로 태어난 모든 아이들에게 자유를 주었다.
1844년, 민중들은 새 주 헌법을 채택하기 위해 더 많은 민주적 주 정부를 원하였다. 새 헌법은 입법부, 사법과 주 정부의 행정 지점들 사이에 권력의 해체를 이루었다. 헌법은 또한 권위 있는 법안과 국민들에 의하여 주지사를 선출하는 것을 이룩하기도 하였다. 1845년, 찰스 C. 스트래턴이 처음으로 선출된 주지사가 되었다.
남북 전쟁이 일어나는 동안에 대략 88,000명의 뉴저지 남성들이 북군에 종군하였다. 1864년, 뉴저지는 에이브러햄 링컨 대통령의 재선에 대항하는 투표를 한 3개 주 중 하나였다.
뉴저지는 거대한 산업이 발달한 첫 주들 중 하나였다. 1792년 만큼 이른 시대부터 패터슨은 섬유 공업의 중심지가 되었다. 후에 도시는 기관차와 실크 제품의 제조업으로 유명해졌다. 다른 뉴저지의 도시들도 산업 덕분에 번영하였다. 트렌턴은 점토 제품과 철강업의 전문적 도시가 되었다. 브루클린 교를 설계한 존 로블링도 트렌턴에 자신의 회사를 두었다. 캠던, 엘리자베스, 저지 시티, 뉴어크, 퍼세익은 1800년대에 주요 제조업 중심지들이 되었다.
1800년대 전반 동안에 교통의 향상은 뉴저지를 산업적으로 번영시켰다. 새로운 운하들이 뉴저지의 도시들을 필라델피아와 뉴욕 시로 연결하였다. 새로운 철도들은 교통 시스템을 넓혔다. 산업이 번영하면서 수 천 명의 유럽인들이 뉴저지의 도시들에 공장일을 하러 왔다. 처음에 대부분이 아일랜드와 독일에서 왔다. 후에 이탈리아와 동유럽에서 수많은 수의 이민자들이 들어왔다. 1910년에 들어서 뉴저지 주민의 절반 이상이 미국의 외부에서 태어났거나 다른 나라들에서 태어난 부모들을 가졌다. 산업의 번영과 함께 도시 인구가 늘어나고, 농촌 인구가 줄어들었다. 1900년에 들어서 더 많은 뉴저지 주민들이 시골 지역보다 도시들에 살고 있었다.

### 1900년대 초기

대공황 시기 동안에 캠던에서 구직을 요구하는 실업자들의 행렬

큰 비즈니스들이 제도에 관해 우려하면서 뉴저지에서 개혁 운동을 이끌었다. 1910년, 국민들은 프린스턴 대학교의 총장 우드로 윌슨을 주지사로 선출하였다. 윌슨의 통치 하에 주는 올바른 예비 선거, 근로자들의 보수와 공공적 효용의 위탁을 위하여 마련된 법률들을 통과시켰다. 입법부는 또한 비즈니스의 촉진을 제한시키는 법률을 통과하기도 하였다. 윌슨의 주지사로서 성과는 1912년 그를 대통령으로 선출되도록 이끌었다.
토머스 에디슨은 뉴저지에서 일하는 동안 영화 산업을 발달시키 것을 도왔다. 포트 리는 1900년대 초반에 세계의 영화 수도가 되었다. 거기서 패티 아버클, 메리 픽포드, 펄 화이트와 다른 스타들은 연예계에 새로운 시대를 소개한 영화들을 만들었다.
1917년, 미국이 제1차 세계 대전에 참전한 후, 허드슨강에 위치한 호보컨은 군대들을 해외로 보내는 데 주요 항구 도시가 되었다. 수 천 명의 미군들이 프랑스를 향하기 위해 그 항구로부터 출발하였다. 전쟁이 일어나는 동안에 캠프 딕스와 캠프 메릿은 군사 훈련의 중심지로 있었다. 뉴저지의 공장들은 화학, 군수품과 군함들을 전쟁의 수고로 공헌하였다.
1900년과 1930년 사이에 뉴저지의 인구는 두배보다 많았다. 같은 시기에 주의 한 해의 제조업 가격이 5억 달러에서 4조 달러로 올랐다. 1930년대에는 다른 주들처럼 대공황 시기 동안에 뉴저지도 널리 퍼진 무직의 고통을 겪었다.

### 1900년대 중반
1940년 경에 뉴저지의 전자와 화학 산업이 비율이 크게 움직이기 시작하였다. 이 산업들은 제2차 세계 대전의 열리는 동안 주가 통신적 장비, 군함, 무기와 탄약을 생산할 때 번영하였다.
1947년 뉴저지의 투표인들은 주의 새 헌법에 찬성하였다. 헌법은 주지사의 임기를 3년에서 4년으로 연장하고 사무실의 권력을 향상시켰다. 헌법은 또한 주의 법원 제도를 재결성하기도 하였다.
1900년대 중반에 주의 인구가 많은 시골 지역들로 퍼졌다. 인구의 분산은 주택과 상공업 지대의 건설을 수반하였다. 상공업의 번영이 수많은 화학, 전자, 식품 가공, 회사들의 연구들 사이에 빠르게 일어났다.
1952년 뉴저지 턴파이크가 완공되어 미국에서 가장 바쁜 고속도로들 중의 하나가 되었다. 턴파이크는 필라델피아와 뉴욕 시의 메트로폴리탄 지역들을 잇는다. 가든 스테이트 고속도로가 1955년에 완료되어 뉴저지 해안을 따라서 달리고 있다.
1960년대에는 낡은 뉴저지의 도시들이 슬럼가, 특히 아프리카계 미국인들의 이웃에 퍼짐의 문제들을 향하였다. 1967년 7월에는 몇몇 도시들의 흑인 이웃들이 폭동을 일으켰다. 최악의 폭동은 뉴어크에서 일어난 폭동으로 26명이 사망하고 1,000명 이상이 부상을 당하였다. 재산 손해는 총계 1천만 달러에서 1천 5백만 달러 사이였다.
1960년대 후반에 뉴저지 주는 주요 정부 프로그램을 위한 지원금을 내기 위해 판매세와 일부 보증금 인상을 채택하였다. 보증금 인상은 새로운 주립 대학교, 고속도로, 연구소와 통근자 기차 시설들을 위한 돈을 공급하였다. 다른 돈은 수자원 자연 계획들과 수자원 공해와 싸우기 위한 프로그램을 위하여 기부되었다. 1969년, 투표자들은 주 정부와 학교들을 위한 돈을 모으는 데 주의 기금 분배에 찬성하였다.

### 1900년대 후반

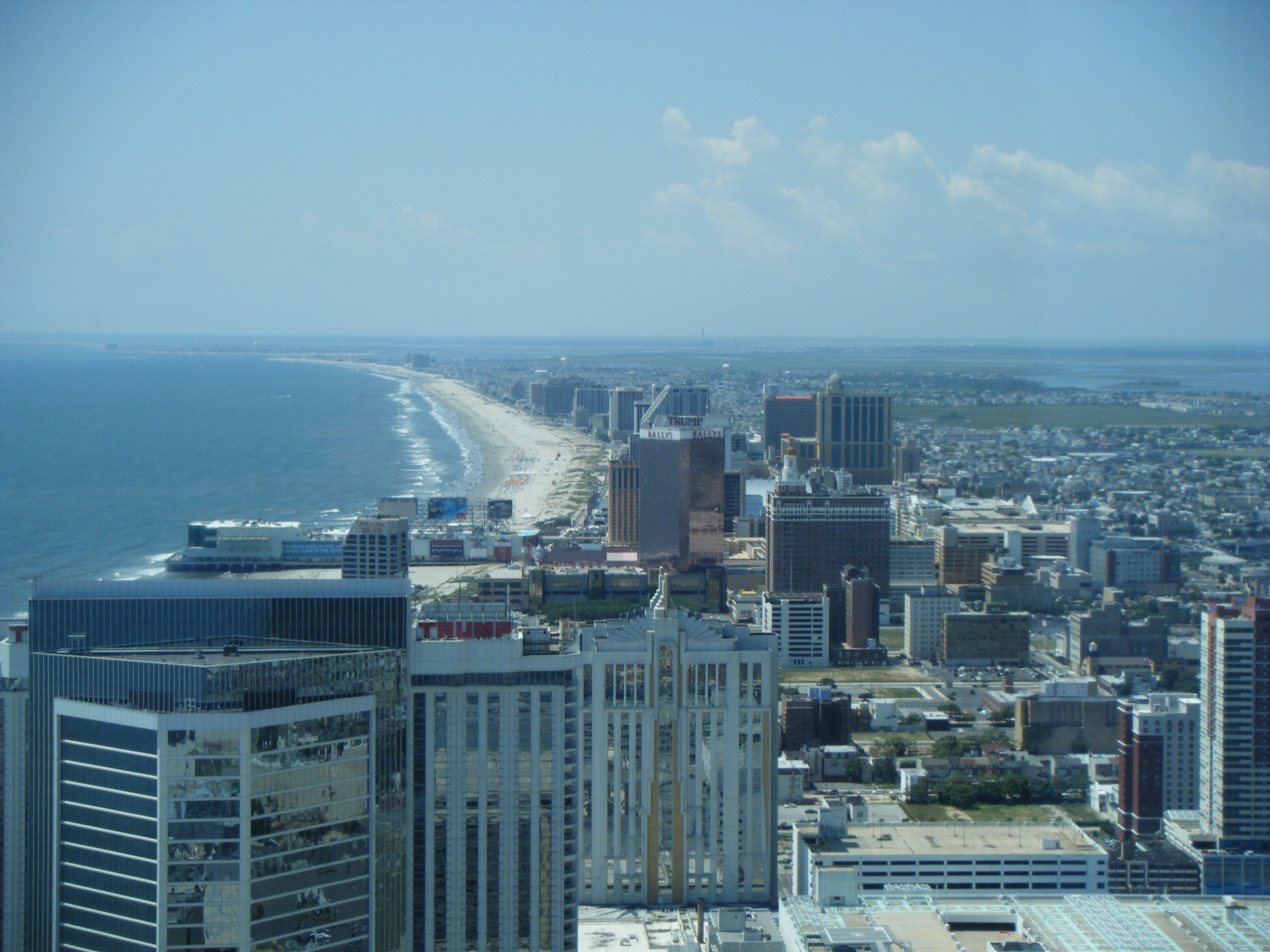
애틀랜틱 시티에 있는 카지노

뉴저지 주는 지속적으로 세입의 원천을 찾았다. 1976년 입법부는 개인적 소득 세금을 처음으로 채택하였으며, 같은 해에 투표자들은 노인들과 장애인들을 위한 돈을 모으기 위해 애틀랜틱 시티에 카지노들을 허가하는 국민 투표를 통과시켰다. 첫 카지노는 1978년에 개장하였다.
1900년대 후반의 대도시 부흥 계획들이 뉴저지 주의 도시들 일부를 향상시켰다. 트렌턴의 프로그램은 주정부 사무용 건물들과 문화적 중심지의 건설을 포함하였다. 뉴어크에서는 주립 대학과 단과 대학 시설들을 확장시키고 새 공연 예술 센터가 개장되었다. 1990년대에는 퍼세익 강을 따라서 마이너 리그 야구 경기장이 개장되었다.
뉴어크 공항은 1963년에 주요 건설 프로그램이 시작되어 승객과 화물 서비스를 확장시켰다. 1980년대에는 세계에서 가장 바쁜 공항들 중 하나가 되었다.
1993년, 크리스틴 토드 휘트먼이 주지사 선거에서 승리하여 주의 첫 여성 주지사가 되었다.

### 21세기
2001년, 휘트먼이 주지사를 사임하자 조지 W. 부시 대통령은 그녀를 미국 환경 보호 대리인으로 임명하였다. 휘트먼은 2003년까지 그 직에 있었다.
2002년 부시 대통령은 전 뉴저지 주지사 토머스 H. 킨에게 911 테러 공격들을 조사하는 임무를 맡겨 미래에 유사한 공격을 방지하고자 하였다.
2005년 뉴저지의 투표인들은 부지사의 직위를 창조하기 위해 수정 조항을 주 헌법으로 찬성하였으며, 2010년부터 시작되었다. 2007년 주의 입법부는 사형을 폐지하여 그것을 교도소에서 가석방 없이 생활하는 것으로 대체하였다.
2012년에는 허리케인 샌디에 의하여 큰 피해를 입었다.

## 경제
작은 주임에 불구하고 뉴저지는 지도력 있는 공업 주들 중 하나이다. 뉴욕 시와 필라델피아의 가까운 관계는 뉴저지 주의 경제에 도움을 주고 있다.

### 서비스업
뉴저지 주의 수많은 서비스업들은 뉴욕 시 근처에 있는 주의 북동부에서 발달하였다.
뉴저지 주의 북부는 미국에서 상업적 부동산의 지도력 있는 중심지들 중의 하나이다. 미국에서 가장 큰 생명보험 회사들 중의 하나인 프루덴셜의 본사가 뉴어크에 있다. 뉴저지 북부는 화학품과 기계류의 도매상의 주요한 중심지이다. 포트 뉴어크/엘리자베스 해양 터미널은 뉴욕 메트로폴리탄 지역에서 주요한 컨테이너 화물선 시설이다. 이 터미널은 뉴욕 주와 뉴저지 주의 항구 공공 사업 기관에 의하여 운영되고 있으며, 세계에서 가장 바쁜 항구들 중에 하나이다. 뉴저지 주의 수많은 호텔, 식당, 소매상들은 주의 북동부에서 이루어지고 있다.
주도인 트렌턴은 정부적 활동의 중심지이다. 애틀랜틱 시티에는 수많은 카지노들이 있다.
뉴저지주는 의류에 대하여 소비세를 받지 않는 주다. 그래서 몇몇 배송대행업체들이 해외직구로 주문한 의류 등을 배송하기 위해 뉴저지주에 물류센터를 차려서 뉴욕으로 화물을 보낸다.

### 제조업

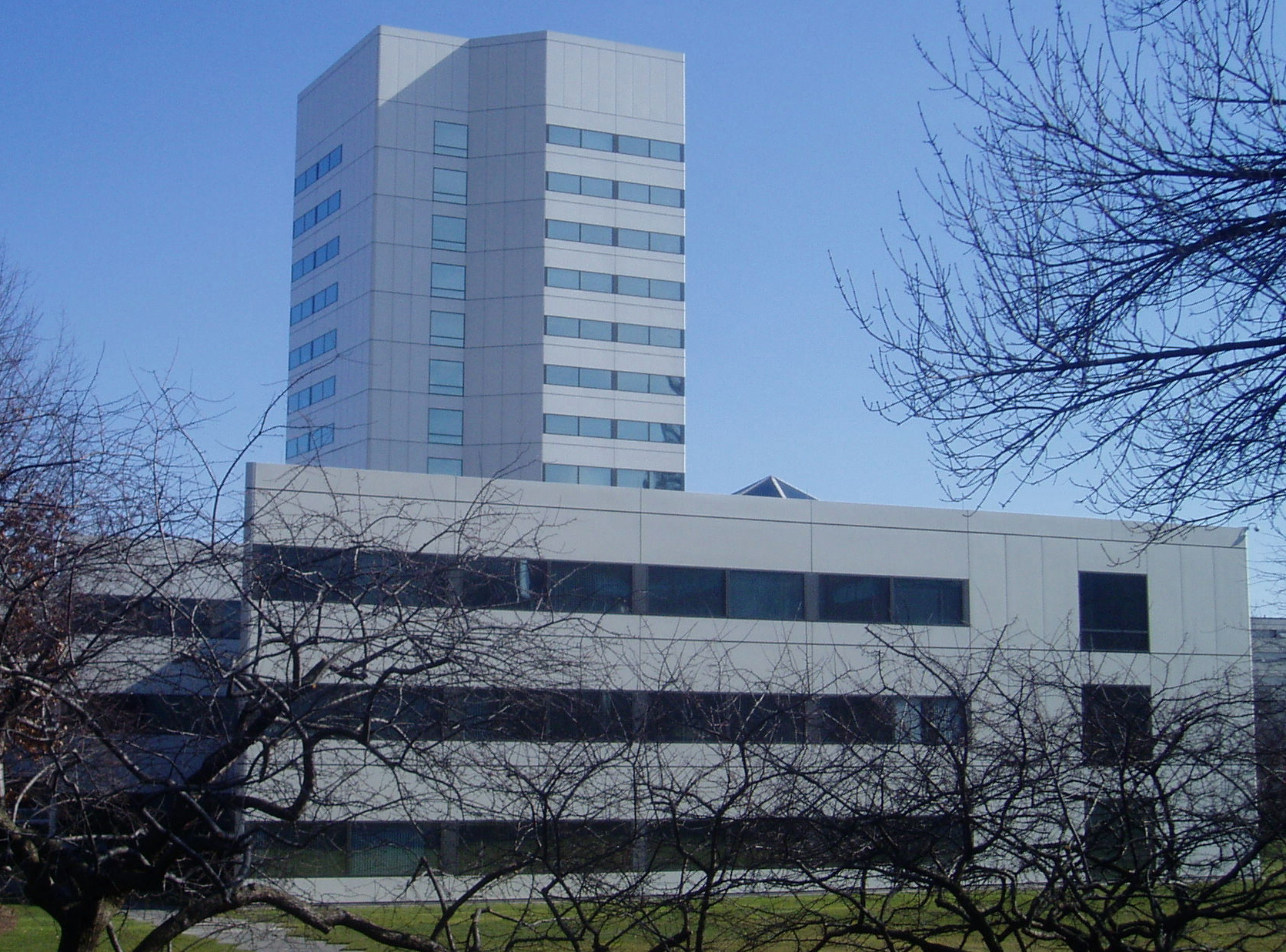
존슨앤드존슨의 본사 건물

뉴저지의 제조업은 1900년대 중반에 한풀 꺾이기 시작했다. 그러나 뉴저지 주는 아직도 제조업과 가공업에서 주요한 주들 중 하나이다. 많은 외국인 제조업자들이 뉴저지 주에서 공장들을 운영하였다. 뉴저지의 수많은 제조업은 주의 북동부에서 발달하였다.
뉴저지 주는 최고의 화학품 생산지들 중의 하나이다. 존슨앤드존슨 같은 화학 회사들의 본부들이 자리잡고 있으며, 샴푸, 로션, 향수와 다른 화장품들이 뉴저지 주의 중요한 화학 산업의 일부이다.
북동부에 있는 뉴저지의 공장들은 제과 제품, 음료, 낙농 제품, 정육, 인스탄트 커피, 설탕 등을 포함한 식품 가공업의 중심지이다. 주의 남서부에 있는 공장들은 과일과 채소 통조림을 생산하여 가까이 위치한 시장을 위한 생산물을 모으는 작은 농장들로부터 공급받고 있다.
주의 전자 제조업은 주로 감시와 항행 장비들이다 큰 석유 정제소들은 린던, 폴스보로와 웨스트빌에 있다. 금속 제품들은 주의 북동부에서 제조되고 있다.

### 농업

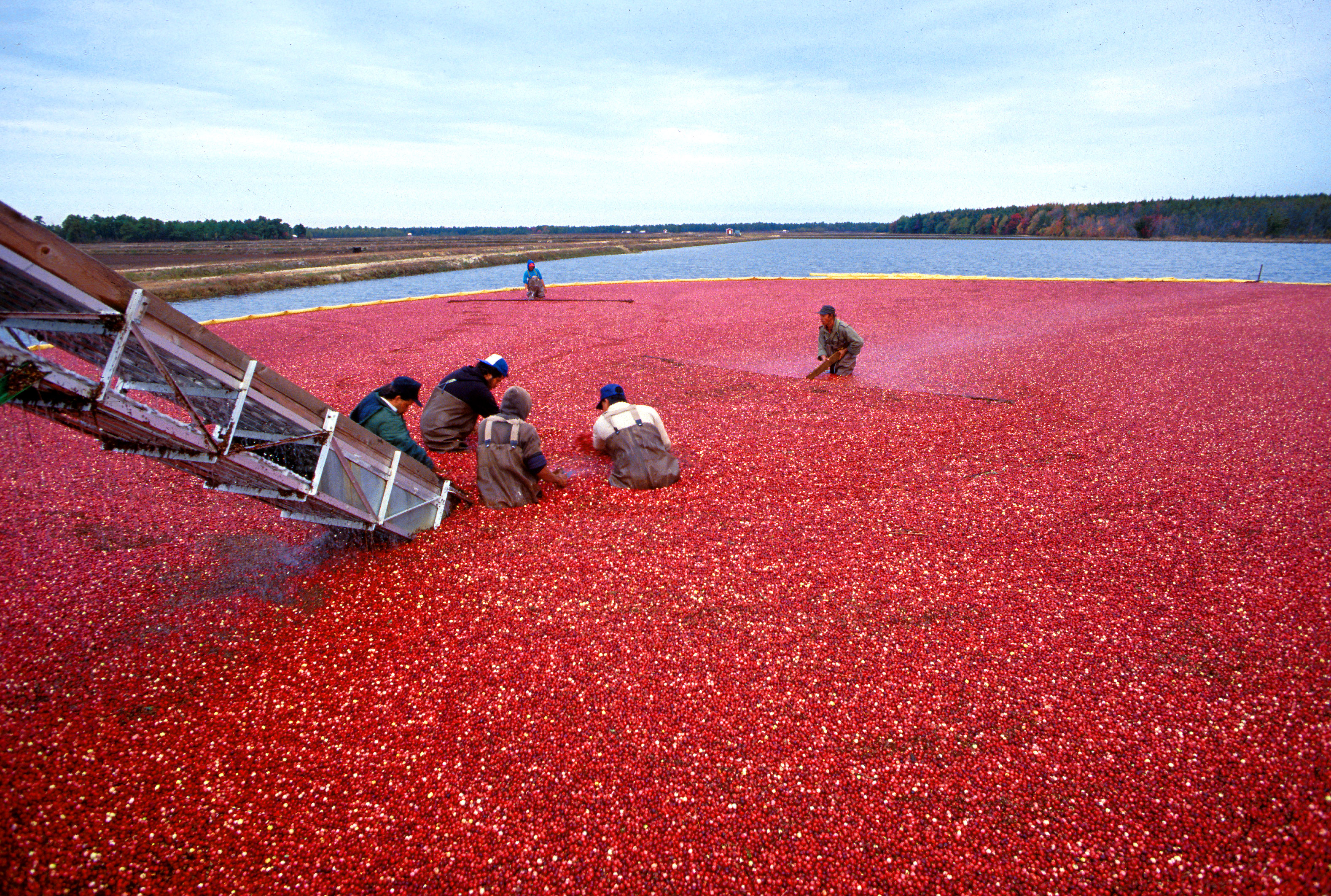
크랜베리의 수확

농장 지대는 뉴저지 주의 6분의 1을 덮고 있다. 온실과 종묘장의 생산물들이 농업 소득의 가장 귀한 원천이다. 뉴저지는 온실과 종묘장 생산품의 주요한 주이다. 이 제품들은 뉴저지 주를 전체에서 자라고 있다. 온실은 국화, 제라늄, 백합, 난초와 장미 등을 가꾸는 편이다.
우유는 뉴저지 주에서 농장 소득의 귀중한 근본이다. 낙농업은 주의 북서부, 특히 서식스와 워런 카운티에서 행하여진다. 벌링턴, 글루스터와 세일럼은 우유 생산의 높은 순위에 올라있다. 뉴저지 주는 켄터키주에 이어 말 사육의 2위에 올라있다. 달걀, 꿀과 칠면조가 또한 주요한 축산물이다.
뉴저지 주는 또한 채소 생산의 중요한 주이다. 주는 후추, 상추, 시금치 생산지들 중의 하나이다. 농부들은 아스파라거스, 사탕 옥수수, 양배추, 가지, 오이, 토마토 등을 생산한다. 가장 큰 채소 농장들은 주의 절반의 남부에 있다.
블루베리와 복숭아가 가장 귀한 과일들이다. 뉴저지 주는 이 과일들과 크랜베리를 생산하는 주요한 주들중 하나이다. 뉴저지주 과수원들의 대부분은 주의 남부 3분의 1에 걸쳐있다.
옥수수, 건초, 콩과 밀은 뉴저지 주의 주요 곡물이며, 옥수수와 건초는 주의 북서부와 남서부의 카운티들에서 생산된다. 콩과 밀은 주의 남부 3분의 1 지대에서 생산되고 있다.

### 광업
뉴저지 주의 가장 중요한 광물들로는 깨진돌, 모래와 자갈이다. 주의 다른 광물들로는 점토, 녹사 이회토와 토탄이 있다. 뉴저지 주는 녹사 이회토를 캐내는 유일한 주로 알려져 있다.

### 수산업
가리비와 대합조개는 뉴저지 주에서 가장 잘 잡히는 수산물이며, 두 조개 모두 잡히는 주요한 주로 알려졌다. 대합조개가 가장 많이 잡히는 곳은 바네것 만과 케이프 메이이다. 또한 게, 가자미목, 가재, 청어, 굴, 오징어와 다랑어 등도 잡히고 있다.

## 주민
| 인구조사                      | 인구      | Note | %±    |
| ----------------------------- | --------- | ---- | ----- |
| 1790년                        | 184,139   |      | —     |
| 1800년                        | 211,149   |      | 14.7% |
| 1810년                        | 245,562   |      | 16.3% |
| 1820년                        | 277,575   |      | 13.0% |
| 1830년                        | 320,823   |      | 15.6% |
| 1840년                        | 373,306   |      | 16.4% |
| 1850년                        | 489,555   |      | 31.1% |
| 1860년                        | 672,035   |      | 37.3% |
| 1870년                        | 906,096   |      | 34.8% |
| 1880년                        | 1,131,116 |      | 24.8% |
| 1890년                        | 1,444,933 |      | 27.7% |
| 1900년                        | 1,883,669 |      | 30.4% |
| 1910년                        | 2,537,167 |      | 34.7% |
| 1920년                        | 3,155,900 |      | 24.4% |
| 1930년                        | 4,041,334 |      | 28.1% |
| 1940년                        | 4,160,165 |      | 2.9%  |
| 1950년                        | 4,835,329 |      | 16.2% |
| 1960년                        | 6,066,782 |      | 25.5% |
| 1970년                        | 7,168,164 |      | 18.2% |
| 1980년                        | 7,364,823 |      | 2.7%  |
| 1990년                        | 7,730,188 |      | 5.0%  |
| 2000년                        | 8,414,350 |      | 8.9%  |
| 2010년                        | 8,791,894 |      | 4.5%  |
| 2019 (추산)                   | 8,882,190 |      | 1.0%  |
| 출처: 1910–2010 2019 Estimate |           |      |       |

2000년, 미국 인구 조사국에 의하면 뉴저지 주에는 8,414,350명의 사람들이 살고 있다고 보고하였다. 1990년의 7,730,188명에서 인구가 9 퍼센트 증가하였다. 2000년 인구 조사국에 따르면 뉴저지는 50개 주들 중에 9번째로 많은 인구로 순위에 올랐다.
뉴저지 주의 주민 전부는 메트로폴리탄 지역에 살고 있으며, 이 지역들은 앨런타운(펜실베이니아주)-이스턴(펜실베이니아주), 애틀랜틱 시티, 뉴욕(뉴욕주)-노던 뉴저지-롱아일랜드(뉴욕주), 오션 시티, 필라델피아(펜실베이니아주)-윌밍턴(델라웨어주),트렌턴-유잉과 바인랜드-밀빌-브리지턴이다.
뉴저지 주의 4분의 3이 뉴욕-노던 뉴저지-롱아일랜드 메트로폴리탄 지역에 살고 있다. 인구로 봤을 때 이 메트로폴리탄 지역은 미국에서 가장 크다.
뉴어크는 대략 274,000명의 인구와 함께 뉴저지 주에서 가장 큰 도시이다. 75,000명 이상의 사람이 사는 다른 도시들은 저지 시티, 패터슨, 엘리자베스, 트렌턴과 캠던이다.
뉴저지 주의 가장 큰 인구 집단은 이탈리아, 아일랜드, 독일, 폴란드, 영국 계통의 주민들이다. 주 인구의 14 퍼센트는 아프리카계 미국인이다. 히스패닉은 주 인구의 13 퍼센트를 차지하고, 아시아인은 주의 6 퍼센트를 차지한다.

## 갤러리

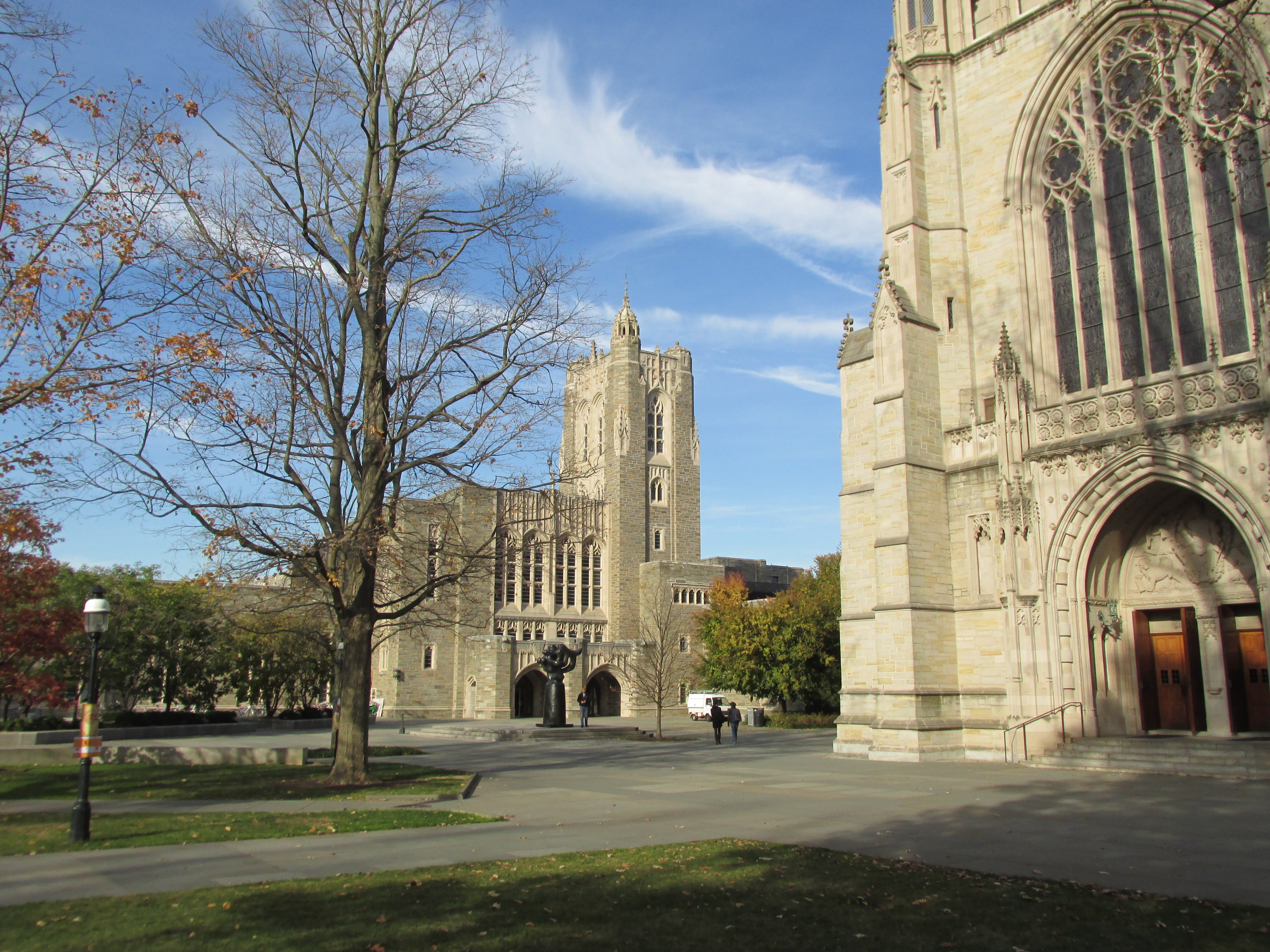
프린스턴 대학교
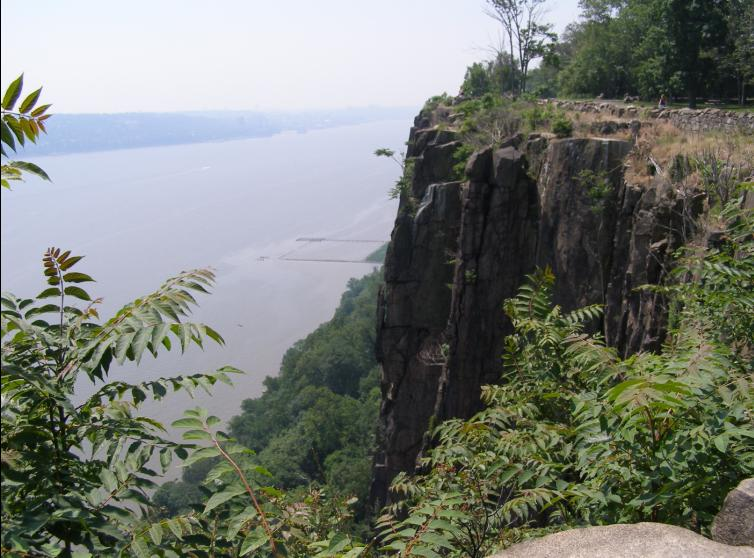
허드슨강 절벽, 버건군
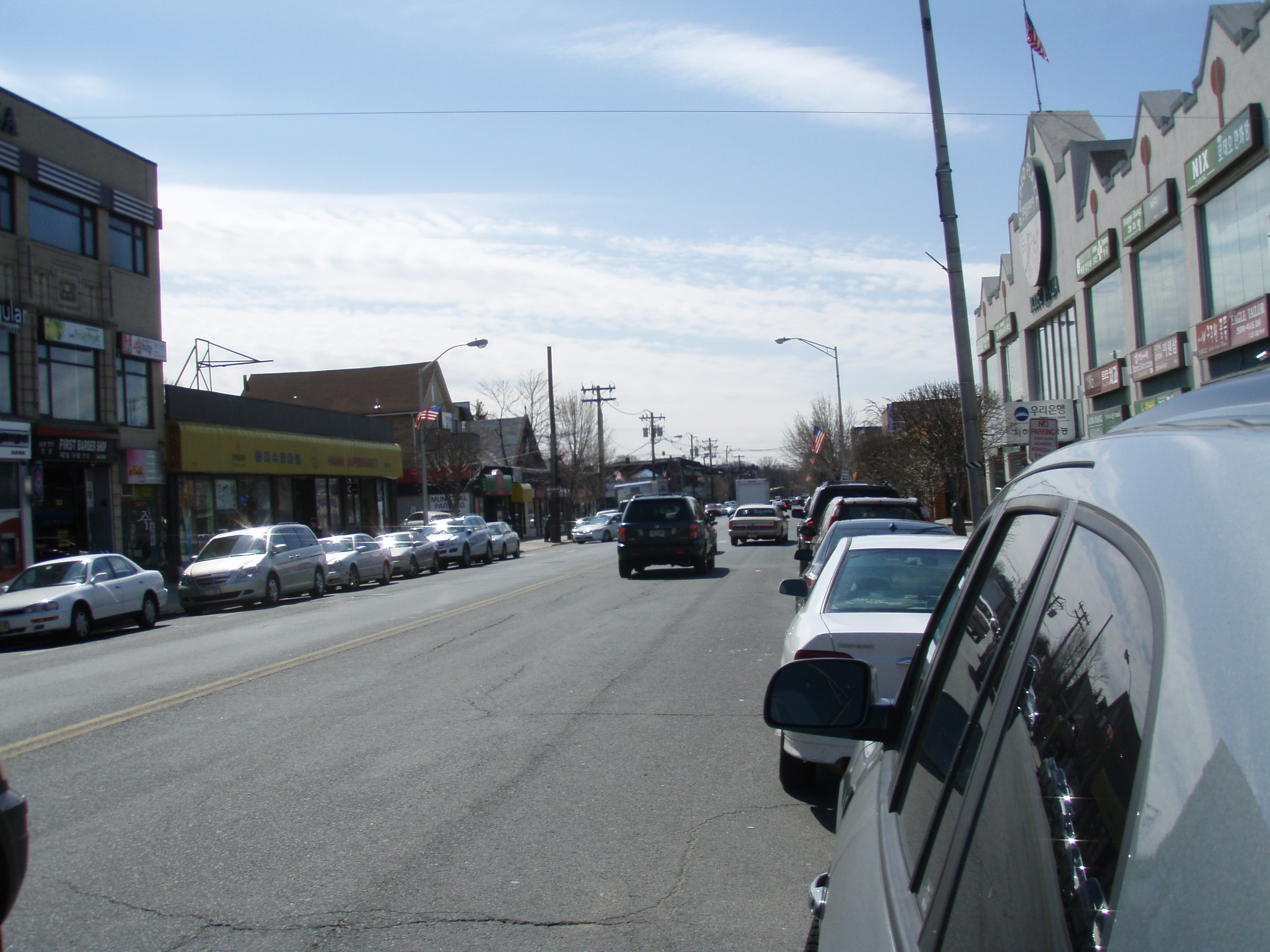
버겐 군의 한국인 거리
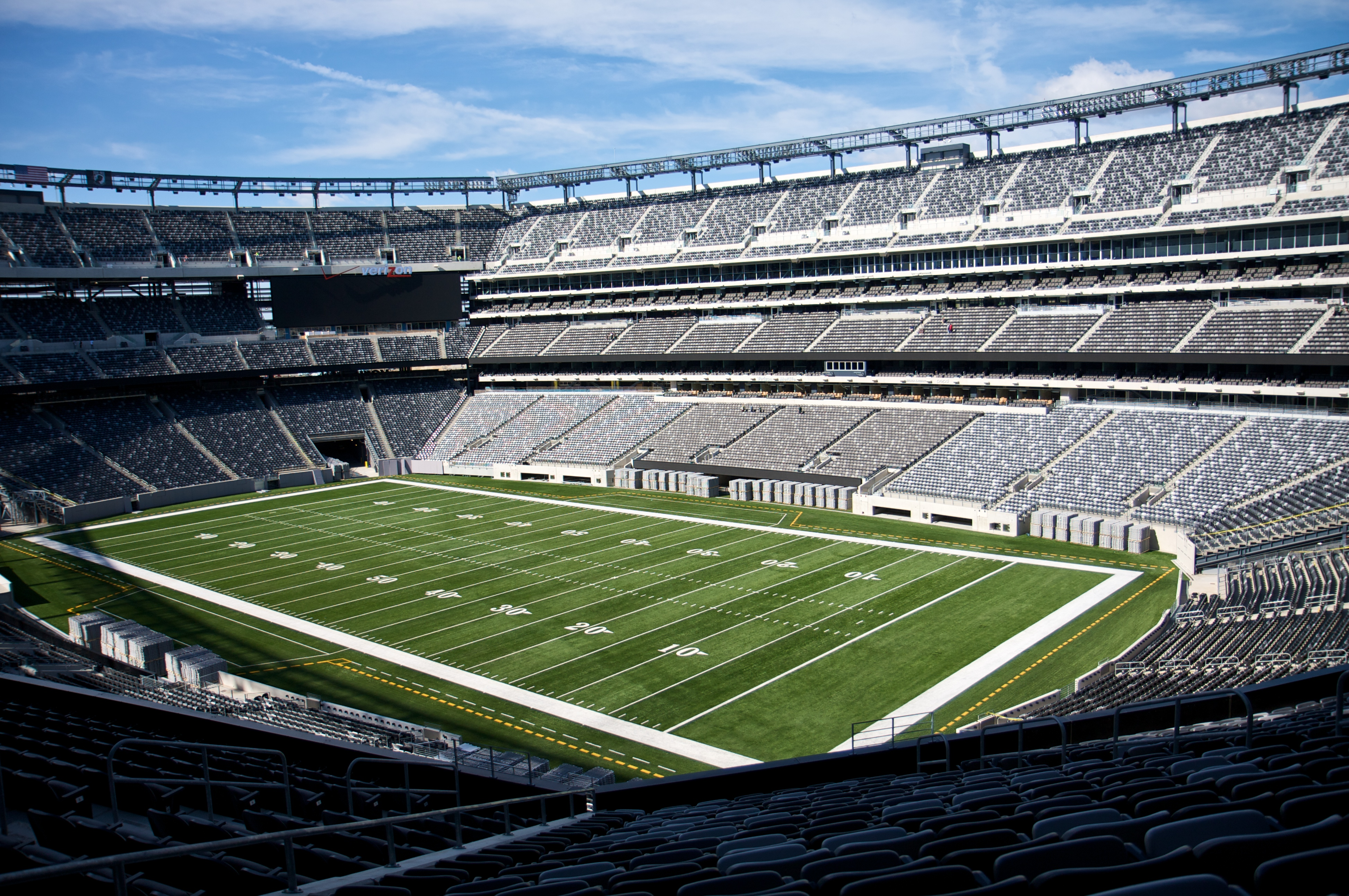
메트라이프 스타디움
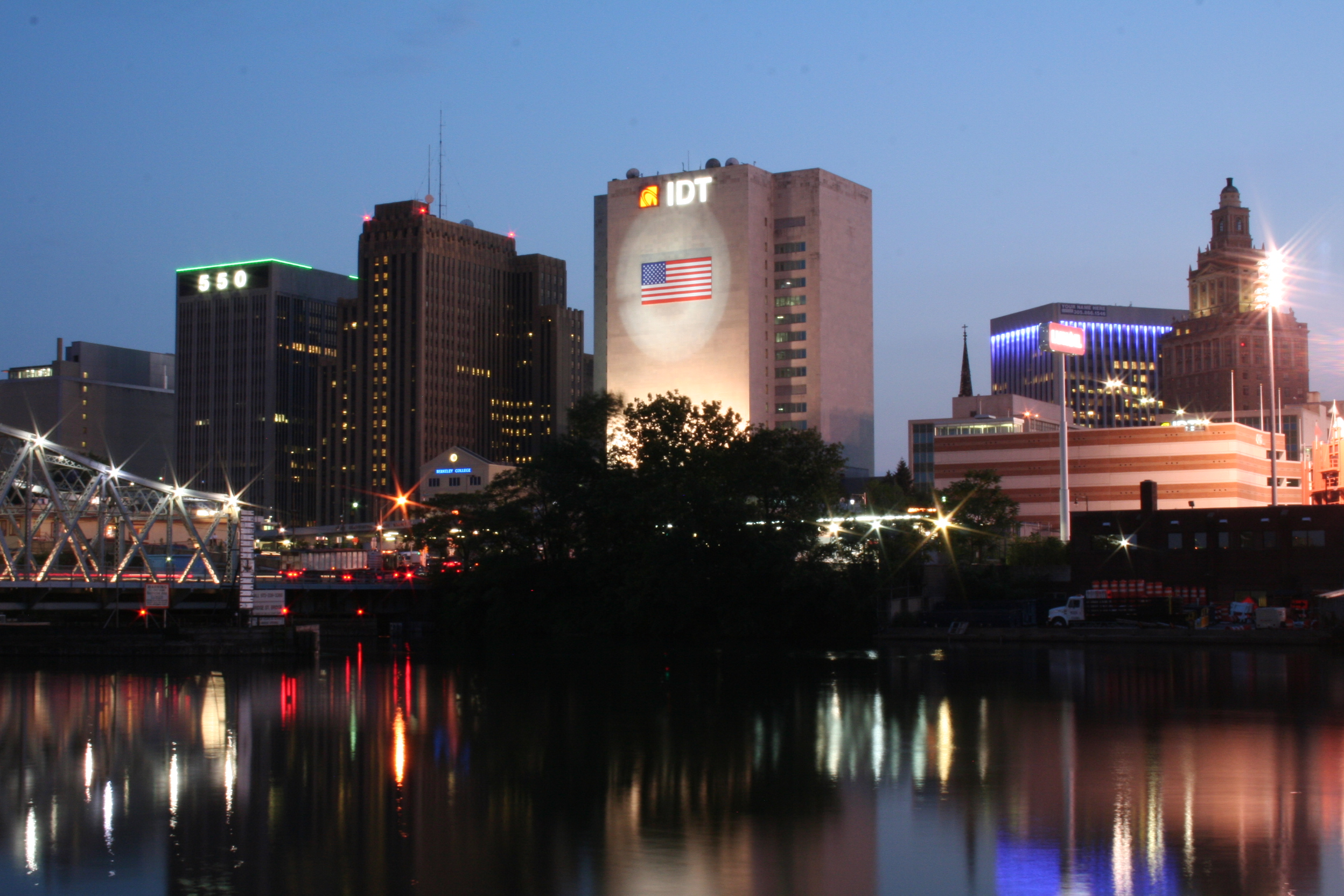
뉴어크의 야경